# Shakudō

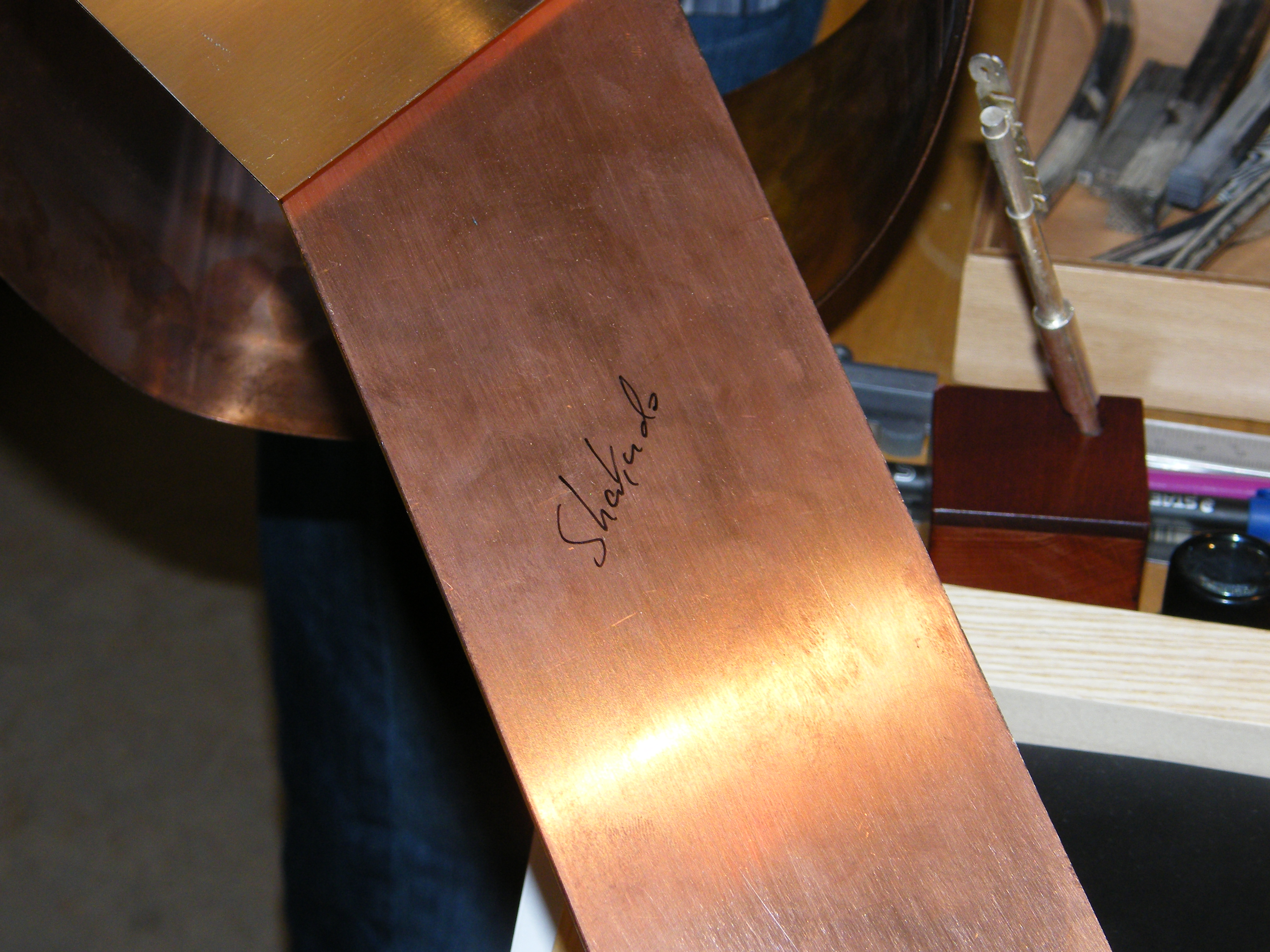
Opatinerad shakudō

Shakudō är en legering som innehåller 90 – 99 % koppar och 1 – 10 % guld samt ibland något antimon. Färgen är rödaktig och kan ges en blåsvart patina genom betning med alunlösning. Opatinerad påminner den om brons.

## Användning
Shakudō används, särskilt i Japan, vid tillverkning av smycken och bruksföremål. Studier har visat att den förekommit även i det antika Egypten, Grekland och Rom.